# Cortodera flavimana
Cortodera flavimana је инсект из реда тврдокрилаца (Coleoptera) и фамилије стрижибуба (Cerambycidae). Припада подфамилији Lepturinae.

## Распрострањење и станиште
Настањује југоисточну Европу а може се наћи и у Турској. На запад је има до Аустрије.
У Србији је веома распрострањена, најлакше се налази у цветовима љутића и иде до висине око 1000 м.

## Опис
Cortodera flavimana је дугaчка 8—11 mm. Глава и груди су црни и покривени густом, светложутом или златножутом пубесценцијом, покрилца жућкастобраон са тамнијим бочним ивицама. Абдомен је црн са црвеним врхом. Ноге су скоро потпуно црне, антене средње дужине.

## Галерија
- тамна форма
- тамна форма

## Статус заштите
Врста је заштићена на подручју Србије - налази се на Прилогу II Правилника о проглашењу и заштити строго заштићених и заштићених дивљих врста биљака, животиња и гљива.